# 203-мм морська гармата BL 8 inch Mk VIII
203-мм морська гармата BL 8 inch Mk VIII (англ. BL 8-inch Mk VIII naval gun) — британська корабельна гармата часів Другої світової війни. Артилерійська система BL 8 inch Mk VIII була основним корабельним озброєнням важких крейсерів типу «Каунті» та «Йорк», що перебували на озброєнні британських військово-морських сил.
Гармати розроблялися для британського флоту у відповідності до вимог Вашингтонської морської угоди 1922 року, згідно з якою кораблі зі стандартним водозміщенням не більше 10000 тонн повинні були мати озброєння калібром не більше 8 дюймів (203 мм). Пізніше вони були замінені на більш сучасні 152-мм корабельні гармати BL 6 inch Mk XXIII.